# Curtiss XSB3C
El Curtiss XSB3C fue un desarrollo del bombardero en picado Curtiss SB2C Helldiver propuesto por Curtiss-Wright, presentado para cubrir un requerimiento de la Armada estadounidense por un nuevo bombardero en picado para reemplazar a los SB2C en servicio. Considerado inferior que su competidor el Douglas XSB2D y requiriendo un combustible de mayor calidad que el proporcionado en los portaaviones, el proyecto fue cancelado antes de que se construyese ningún avión.

## Diseño y desarrollo
En respuesta a un requerimiento de la Armada emitido el 3 de febrero de 1941 por un sustituto para el SB2C, Curtiss diseñó una versión agrandada y mejorada del Helldiver, que todavía estaba, en esa época, en el proceso de pruebas de vuelo. Una cola mayor, una planta alar revisada y un tren de aterrizaje triciclo distinguían al avión de su predecesor, además de la adición de armamento más pesado.
La bodega de bombas interna en la sección media del avión podía llevar hasta 1800 kg de bombas, o, alternativamente, dos torpedos en montajes semiembutidos. Además, se instalaron soportes subalares para dos bombas de 230 kg. Las propuestas de armamento frontal para el avión eran de seis ametralladoras de 12,7 mm o cuatro cañones de 20 mm en las alas, mientras que estaba planeado que el armamento defensivo fuese instalado en una torreta eléctrica.
Estaba planeado que la potencia la suministrara un Wright R-3350 de 1900 kW (2500 hp), mientras que el Pratt & Whitney R-4360 de 2200 kW (3000 hp) fue considerado como instalación futura. Impresionada por la inspección de la maqueta de inmenso avión, realizada en diciembre de 1941, la Armada ordenó dos prototipos, y se probaron piezas del diseño en el XSB2C-6.
Sin embargo, aunque el proyecto progresó durante 1942, se determinó que era inferior al avión competidor de Douglas. Esto, combinado con el requerimiento del avión de combustible de 115/145 octanos, que fue considerado de difícil manejo a bordo, y la determinación de la Oficina de Aeronáutica de que los futuros aviones de ataque debían ser monoplazas, condujo a la decisión de la Armada de cancelar el contrato de los prototipos, y nunca se construyeron ejemplares del XSB3C.

## Especificaciones (XSB3C-1)
Referencia datos: Norton

### Características generales
- Tripulación: Dos (piloto y artillero)
- Planta motriz: 1× motor radial de 18 cilindros en dos filas refrigerado por aire Wright R-3350-8.
  - Potencia: 1700 kW (2344 HP; 2312 CV)

### Armamento
- Ametralladoras: 

  - 6 de 12,7 mm fija de fuego frontal en las alas o

- Cañones: 

  - 4 de 20 mm fijos de fuego frontal en las alas
- Bombas: 

  - 1800 kg o 2 torpedos en bodega interna
  - 2 de 230 kg bajo las alas
- Otros: 

  - Arma defensiva no especificada

## Aeronaves relacionadas

### Desarrollos relacionados
- Curtiss SB2C Helldiver

### Aeronaves similares
- Blackburn Firebrand
- Martin AM/BTM Mauler
- Douglas SB2D/BTD Destroyer

### Secuencias de designación
- Secuencia Numérica (interna de Curtiss): ← 90 - 91 - 92 - 93 - 94 - 95 - 96 →
- Secuencia SB_C (Aviones Bombardero/Exploración de la Armada estadounidense, 1934-1946 (Curtiss, 1922-1962)): SBC - SB2C - SB3C